# Fritz Stichtenoth
Fritz Stichtenoth (* 17. November 1895 in Großtöpfer; † 29. Juli 1935 in Schwerin) war ein deutscher Politiker der NSDAP und letzter Staatsminister von Mecklenburg-Strelitz.

## Leben
Nach dem Besuch der Realschule in Eschwege und der Oberrealschule in Kassel legte Fritz Stichtenoth 1914 sein Abitur ab. Während des Ersten Weltkriegs geriet er 1915 in russische Gefangenschaft. Nach dem Krieg studierte er in Berlin und Göttingen Volkswirtschaft. In Göttingen promovierte er 1925.
1927 war er für den Landbund Pommern und Mecklenburg tätig. Von 1932 bis 1933 war er als Mitglied der NSDAP Abgeordneter im Landtag des Freistaates Mecklenburg-Strelitz und Parlamentarischer Staatsrat unter Staatsminister Heinrich von Michael (DNVP). Ab 29. Mai 1933 bis zum Zusammenschluss mit Mecklenburg-Schwerin war er Staatsminister von Mecklenburg-Strelitz. Anschließend war er als Ministerialdirektor in Schwerin tätig.

## Schriften
- Die Entwicklung der Lehre vom Kapitalzins seit Böhm-Bawerk. Eschwege o. J., zugleich Göttingen, Rechts- und staatswissenschaftliche Diss., 1923.